# Power.org
Power.org era una organización para desarrollar y promover la tecnología Power Architecture al establecer sus estándares abiertos, pautas, mejores prácticas y certificaciones.
Power.org fue fundada en 2004 por IBM y otras 15 empresas. Freescale (luego comprada por NXP Semiconductors) se unió en 2006 como miembro fundador honorario y se le otorgó un estatus similar al de IBM. Un año más tarde, anunció un acuerdo histórico de desarrollo de tecnología con IBM. Power.org tenía más de 40 miembros de pago como corporaciones, instituciones gubernamentales y educativas.
En 2013, Power.org fue disuelto y reemplazado por Fundación OpenPOWER, que es responsable de desarrollar y publicar documentación abierta.

## Historia
- Se funda Power.org (diciembre de 2004)[3]
- Freescale se une a Power.org (febrero de 2006)
- El nombre «Power Architecture» se establece como marca (julio de 2006) unificando productos basados en Power, PowerPC, PowerQUICC y Cell bajo una bandera común.
- Power ISA v2.03 (noviembre de 2006): el conjunto de instrucciones unificadas para los procesadores Power Architecture, que une 15 años de desarrollo en arquitecturas POWER y PowerPC.
- Power Architecture Platform Reference (Referencia de plataforma de arquitectura de energía) o PAPR (noviembre de 2006): la base para el desarrollo de computadoras de arquitectura de energía estándar que ejecutan el sistema operativo Linux.
- Conferencia de desarrolladores de arquitectura de energía (septiembre de 2007)[4]
- Lanzamiento de la Especificación API de depuración común (diciembre de 2008)[5]
- Publicación de la especificación ePAPR (diciembre de 2008): una especificación para sistemas integrados.[6]

## Organización
Power.org constaba de una Junta Directiva de miembros fundadores y otros. Varios comités y subcomités gobernaron y administraron las metas, proyectos y responsabilidades de la organización. Los miembros no tenían derechos de veto en los procesos de decisión de lo que definía Power ISA, que era responsabilidad de IBM y Freescale.
Power.org tenía un modelo de membresía por niveles, con cuatro niveles: Fundador, Patrocinador, Participante, Asociado y Desarrollador. La membresía de desarrollador era gratuita. Los miembros incluyeron los siguientes:
| - IBM (fundador) - Freescale (fundador, luego comprado por NXP) - Cadence (fundador) - Synopsys (fundador) - Airbus - AMCC - Centro Nacional de Supercomputación - Broadcom - Bull - Chartered - Curtiss-Wright - Denali | - ENEA - Ericsson - Genesi - Green Hills Software - HCL Technologies - Kyocera - Lauterbach - Lynx Software Technologies - Mentor Graphics - Mercury Systems - National Instruments - OKI - P.A. Semi | - Rapport - Sony - Fixstars - Grupo Thales - Tundra Semiconductor - Universität Mannheim - Universidad de Tennessee, Knoxville - Virage Logic - Virtutech - Wind River - Xilinx - XGI Technology |

## Arquitectura de energía
Power.org presentó y promovió Power Architecture, un término de mercadeo colectivo para cualquier especificación, hardware y software relacionado con las arquitecturas POWER, PowerPC y Power ISA. .